# Alsunga (plaats)
Alsunga is een plaats in het westen van Letland (district Kuldīga tot juli 2009, Alsunga na juli 2009). Alsunga telt ongeveer 2230 inwoners en ligt op een hoogte van 31 meter.
De omgeving van Alsunga is een zogeheten wetland, een gebied waar water en land elkaar veelvuldig afwisselen.